# NGC 675
NGC 675 je galaksija u zviježđu Ovan.

## Vanjske poveznice
- SEDS: NGC 0675